# اچ‌ام‌سی‌اس کنتویل (جی۳۱۲)
اچ‌ام‌سی‌اس کنتویل (جی۳۱۲) (به انگلیسی: HMCS Kentville (J312)) یک کشتی بود که طول آن ۱۸۰ فوت (۵۵ متر) بود. این کشتی در سال ۱۹۴۲ ساخته شد.